# ゲル
- ゲル
- ゲール
- ジェル

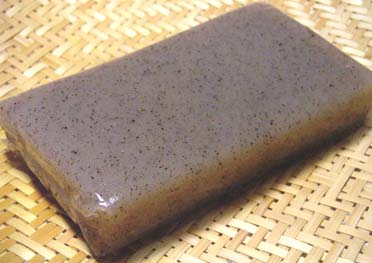
こんにゃく。ゲルの例。

ゲル（ドイツ語: Gel [geːl]、ゲール）またはジェル（英語: gel [dʒɛl]）は、分散系の一種で、ゾルと同じく液体分散媒のコロイドに分類されるが、そのうちで、固体状のものを指す。日本語で「凝膠体」と呼ぶこともある。
ゲルは、流動性を持つゾルとは異なり、分散質のネットワークにより高い粘性を持ち、流動性を失い、系全体としては固体状である。ゾル状態からへゲル状態へ転移する場合をゲル化 (英語: gelation)、転移点をゲル点と呼ぶ。
広義には固体分散媒のコロイドであるソリッドゾルを含むが、ここでは狭義のゲルを扱う。

## ゲルの種類
ゾルがゲルになるときに、分散質が繋がってネットワークを作る現象を架橋と言う。ゲルは架橋の方法により、
- 化学ゲル - 共有結合
- 物理ゲル - それ以外。分子間力など

に分かれる。物理ゲルの結合は弱く可逆的で、温度変化や応力などでゾルに戻る。化学ゲルの共有結合は安定している。
分散質が高分子で、架橋により網目構造となったゲルを高分子ゲルという。
湿潤ゲルのうち、分散媒が水のゲルをヒドロゲル (hydrogel)、分散媒が有機溶媒のゲルをオルガノゲル (organogel) という。有機溶媒にアルコールが使われたものはアルコゲル (alcogel) という。分散媒を大量に含み一様な構造をとるものをジェリー (jelly)、蒸発などにより内部の溶媒を失い空隙を持つ網目構造となったものをキセロゲル (xerogel) という。キセロゲルの代表はシリカゲルで、高い吸湿性を持つ。また、凍結乾燥や超臨界乾燥により分散媒を除去したゲルをそれぞれクリオゲル (cryogel)、エアロゲル (aerogel) という。

## ゲルの例
- ゼリー
  - 寒天 - D-ガラクトース、3,6-アンヒドロガラクトースを成分とする多糖のゲル。
  - ゼラチン - 主にコラーゲンを主成分とするタンパク質のゲル。
- 豆腐 - 大豆タンパク質のゲル。
- コンニャク - マンナン（D-マンノースを成分とする多糖）のゲル。
- シリカゲル - 水ガラス（ケイ酸ナトリウム）のゲルを脱水乾燥させたもの。
- ナパーム - ガソリンと界面活性剤から構成されるゲル。
- セメントゲル - セメントを硬化させるために水を加えたときに生じるコロイド状態。セメント水和物。C-S-H（ケイ酸カルシウム水和物）など。
- 魚肉練り製品
- ゲルインクボールペン

## チキソトロピー
チキソトロピー (thixotropy) は、分散系溶液の状態が応力に対してゾルとゲルとの間で入れ替わることで表れる現象で、ゲル化しやすい分散系溶液に見られる現象である。応力の無い状態においてはゲルの状態にあり流動性を示さない。
しかし、外力が加わるとゲル構造の分子間力の一部あるいは全部が破壊されるため、ゾル状態となるため流動性を復元する。また、外力が作用しなくなるとゲル構造が再生され流動性を失う。